# 世界职业台球与斯诺克协会
世界职业台球与斯诺克协会（World Professional Billiards & Snooker Association，英文縮寫WPBSA），中文媒体一般称为世界台联或世界台协。其为职业斯诺克及英式台球的管理组织。该协会于1968年成立，其下的世界斯诺克协会负责举办职业斯诺克赛事。

## 外部鏈結
- World Snooker Official website（页面存档备份，存于）
- World Billiards Official website （页面存档备份，存于）
- 世界职业台球与斯诺克协会在Flickr上的页面
- Pool Empire（页面存档备份，存于）